# Alte Heide (métro de Munich)
Alte Heide (en allemand : U-Bahnhof Alte Heide) est une station de la ligne ligne U6 du métro de Munich. Elle est située dans le secteur de Schwabing-Freimann, à Munich en Allemagne.

## Situation sur le réseau

Plan du métro (2020).

La gare se situe parallèlement sous l'Ungererstraße, entre les jonctions de la Dietersheimer straße et de la Domagkstraße. Le quartier résidentiel Alte Heide, d'où vient le nom de la station, se situe à l'ouest de la station. À l'est de celui-ci se trouve le cimetière du nord. La partie nord du Englischer Garten à l'est et le parc de Schwabing à l'ouest sont également accessibles à pied.

## Histoire
La station Alte Heide fait partie de la première section construite qui relie les stations Goetheplatz et Kieferngarten. Jusqu'à l'ouverture de la base technique de Fröttmaning, il y avait un atelier provisoire du métro au nord de la gare. Le nom initialement prévu Nordfriedhof fut remplacé par le nom actuel pendant la phase de construction.
Après la circulation des premiers trains lors de la journée portes ouvertes du métro de Munich le 19 octobre 1968, les opérations régulières commencent le 19 octobre 1971.

## Architecture
Comme de nombreuses stations de cet itinéraire, la station d'Alte Heide est conçue par Paolo Nestler.
La bande de lignes bleues caractéristique de la ligne principale 1 traverse les parois de voie arrière, qui sont revêtues de panneaux gris en fibres-ciment. Le lambris du plafond est constitué de lattes, avec des évidements laissés pour l'éclairage. Les colonnes cubiques sont carrelées de gris, la plate-forme est aménagée de panneaux noirs et beiges.

## Services aux voyageurs

### Accès et accueil
Comme la plupart des stations de métro de Munich, la station de métro Alte Heide a une plate-forme centrale avec une rangée de colonnes soutenant la voûte de la station au milieu. Alors que la sortie nord sans mezzanine mène à la surface à l'intersection de l'Ungererstraße et de la Domagkstraße, la sortie sud mène à un portique accessible des deux côtés de l'Ungererstraße par trois escaliers. Toutes les entrées sont des escalators et des escaliers fixes et la station dispose également d'un ascenseur à son extrémité nord.

### Desserte
Alte Heide est desservie par les rames de la ligne U6.

### Intermodalité
La station est en correspondance avec les lignes de bus X50, 50 et 150.